# Перепись населения Румынии (2011)
Перепись населения Румынии 2011 года (рум. Recensământul populației din 2011) стала третьей общенациональной переписью населения после падения коммунистического режима в Румынии. Проводил её Госкомстат Румынии (Institutul Național de Statistică (INS)). Изначальна перепись была запланирована на 12-21 марта 2011 г., но из-за бюджетных проблем была перенесена на октябрь 2011 года. Первые результаты были опубликованы в январе 2012.
Окончательные результаты таковы:
- Стабильное население: 20 121 641 человек, из которых 10 333 064 — женщины (51,4 %)
- Итого хозяйств: 7 086 717;
- Итого домов (включая других жилищ): 8,5 миллиона, из которых:
  - 8 450 607 нормативных жилищ и 8 149 других жилищ;
  - Итого зданий: 5,1 миллионов (5 117 940)